# Liste der Bodendenkmäler in Velburg
Auf dieser Seite sind die Bodendenkmäler in der Oberpfälzer Stadt Velburg zusammengestellt. Diese Tabelle ist eine Teilliste der Liste der Bodendenkmäler in Bayern. Grundlage ist die Bayerische Denkmalliste, die auf Basis des Bayerischen Denkmalschutzgesetzes vom 1. Oktober 1973 erstmals erstellt wurde und seither durch das Bayerische Landesamt für Denkmalpflege geführt wird. Die folgenden Angaben ersetzen nicht die rechtsverbindliche Auskunft der Denkmalschutzbehörde.

## Bodendenkmäler in Velburg
| Lage                | Objekt | Akten-Nr.     | Bild           |
| ------------------- | --- | ------------- | -------------- |
| Velburg (Standort)  | Mittelalterlicher Burgstall Lützelburg, vorgeschichtliche Höhensiedlung. | D-3-6635-0116 |                |
| Velburg (Standort)  | Archäologische Befunde der abgegangenen mittelalterlichen Burg Habsberg. | D-3-6635-0117 |                |
| Velburg (Standort)  | Wallanlage vor- und frühgeschichtlicher Zeitstellung. | D-3-6636-0072 |                |
| Velburg (Standort)  | Vorgeschichtlicher Ringwall, Höhensiedlung der Urnenfelderzeit. | D-3-6636-0073 |                |
| Velburg (Standort)  | Untertägige frühneuzeitliche Befunde in der Wüstung Weihermühle. | D-3-6636-0074 |                |
| Velburg (Standort)  | Untertägige mittelalterliche und frühneuzeitliche Befunde in der Wüstung Grün. | D-3-6636-0075 |                |
| Velburg (Standort)  | Untertägige mittelalterliche und frühneuzeitliche Befunde in der Wüstung Aderstall. | D-3-6636-0076 |                |
| Velburg (Standort)  | Archäologische Befunde des Mittelalters und der frühen Neuzeit im Bereich der Kath. Kirche St. Johannes Baptist in Albertshofen, darunter die Spuren von Vorgängerbauten bzw. älterer Bauphasen.                                                                   | D-3-6636-0085 |                |
| Velburg (Standort)  | Abschnittsbefestigung vor- und frühgeschichtlicher Zeitstellung. | D-3-6636-0150 |                |
| Velburg (Standort)  | Bestattungsplatz der Bronze- und Hallstattzeit mit Grabhügeln. | D-3-6735-0025 |                |
| Velburg (Standort)  | Bestattungsplatz der Bronze-, Hallstatt- und Frühlatènezeit mit Grabhügeln. | D-3-6735-0044 |                |
| Velburg (Standort)  | Mittelalterlicher Burgstall mit der abgegangenen Kirche St. Georg, Höhensiedlungen vorgeschichtlicher Zeitstellung und des Frühmittelalters. | D-3-6735-0045 |                |
| Velburg (Standort)  | Ringwall vor- und frühgeschichtlicher Zeitstellung, vorgeschichtliche Höhensiedlung. | D-3-6735-0046 |                |
| Velburg (Standort)  | Mesolithische Freilandstation. | D-3-6735-0047 |                |
| Velburg (Standort)  | Mittelalterlicher Burgstall Plankenstein. | D-3-6735-0048 |                |
| Velburg (Standort)  | Vorgeschichtlicher Bestattungsplatz mit mindestens einem Grabhügel. | D-3-6735-0049 |                |
| Velburg (Standort)  | Bestattungsplatz der Bronzezeit mit Grabhügeln. | D-3-6735-0050 |                |
| Velburg (Standort)  | Vorgeschichtliche Siedlung. | D-3-6735-0051 |                |
| Velburg (Standort)  | Bestattungsplatz der Bronzezeit mit verebneten Grabhügeln. | D-3-6735-0055 |                |
| Velburg (Standort)  | Höhle Böslkeller (F 36a) mit vorgeschichtlichen Sedimenten sowie menschlichen Skelettresten. | D-3-6735-0057 |                |
| Velburg (Standort)  | Velburger Höhle (F 36b) mit vorgeschichtlichen, z. T. urnenfelderzeitlichen Sedimenten. | D-3-6735-0058 |                |
| Velburg (Standort)  | Vorgeschichtliche Siedlung. | D-3-6735-0059 |                |
| Velburg (Standort)  | Bestattungsplatz der Hallstattzeit mit dem Grabhügel Schatzbichl. | D-3-6735-0060 |                |
| Velburg (Standort)  | Wallanlage vor- und frühgeschichtlicher oder mittelalterlicher Zeitstellung, archäologische Befunde im Bereich der mittelalterlichen Burg- und frühneuzeitlichen Schlossruine Helfenberg.                                                                          | D-3-6735-0061 |                |
| Velburg (Standort)  | Bestattungsplatz der Hallstattzeit mit teils verebneten Grabhügeln. | D-3-6735-0062 |                |
| Velburg (Standort)  | Mittelalterlicher Erdstall. | D-3-6735-0063 |                |
| Velburg (Standort)  | Bestattungsplatz der Hallstattzeit mit teils verebneten Grabhügeln. | D-3-6735-0064 |                |
| Velburg (Standort)  | Bestattungsplatz der Hallstattzeit mit teils verebneten Grabhügeln. | D-3-6735-0065 |                |
| Velburg (Standort)  | Siedlung mit verebneter Wallanlage vor- und frühgeschichtlicher Zeitstellung. | D-3-6735-0067 |                |
| Velburg (Standort)  | Bestattungsplatz der Hallstattzeit mit Grabhügeln. | D-3-6735-0068 |                |
| Velburg (Standort)  | Vorgeschichtlicher Bestattungsplatz mit verebneten Grabhügeln. | D-3-6735-0069 |                |
| Velburg (Standort)  | Vorgeschichtlicher Bestattungsplatz mit Grabhügeln. | D-3-6735-0070 |                |
| Velburg (Standort)  | Vorgeschichtlicher Bestattungsplatz mit mindestens einem Grabhügel. | D-3-6735-0072 |                |
| Velburg (Standort)  | Vorgeschichtlicher Bestattungsplatz mit Grabhügeln. | D-3-6735-0073 |                |
| Velburg (Standort)  | Vorgeschichtliche Siedlung. | D-3-6735-0076 |                |
| Velburg (Standort)  | Archäologische Befunde des Mittelalters und der frühen Neuzeit im Bereich der Kath. Pfarrkirche St. Martin in Lengenfeld, darunter die Spuren von Vorgängerbauten bzw. älterer Bauphasen.                                                                          | D-3-6735-0077 |                |
| Velburg (Standort)  | Ringwall vor- und frühgeschichtlicher Zeitstellung, Höhensiedlung der mittleren bis späten Bronzezeit. | D-3-6735-0079 |                |
| Velburg (Standort)  | Spätpaläolithische und mesolithische Freilandstation, Siedlungen der Späthallstatt-/Frühlatènezeit und des Frühmittelalters. | D-3-6735-0081 |                |
| Velburg (Standort)  | Siedlungen der Frühlatènezeit und des Frühmittelalters. | D-3-6735-0082 |                |
| Velburg (Standort)  | Vorgeschichtlicher Bestattungsplatz mit verebneten Grabhügeln. | D-3-6735-0083 |                |
| Velburg (Standort)  | Mesolithische Freilandstation. | D-3-6735-0084 |                |
| Velburg (Standort)  | Archäologische Befunde des Mittelalters und der frühen Neuzeit im Bereich der Kath. Pfarrkirche St. Maria in Günching, darunter die Spuren von Vorgängerbauten bzw. älterer Bauphasen.                                                                             | D-3-6735-0085 |                |
| Velburg (Standort)  | Vorgeschichtliche Siedlung. | D-3-6735-0088 |                |
| Velburg (Standort)  | Archäologische Befunde des Mittelalters und der frühen Neuzeit im Bereich der Kath. Filialkirche St. Maria und Margareta in Deusmauer, darunter die Spuren von Vorgängerbauten bzw. älterer Bauphasen.                                                             | D-3-6735-0089 |                |
| Velburg (Standort)  | Untertägige Befunde des abgebrochenen Hofmarkschlosses und mittelalterlichen Adelssitzes Froschau in Finsterweiling. | D-3-6735-0092 |                |
| Velburg (Standort)  | Archäologische Befunde des Mittelalters und der frühen Neuzeit im Bereich der Kath. Pfarrkirche Mariä Geburt in Oberweiling, darunter die Spuren von Vorgängerbauten bzw. älterer Bauphasen.                                                                       | D-3-6735-0093 |                |
| Velburg (Standort)  | Archäologische Befunde der frühen Neuzeit im Bereich der Kath. Wallfahrtskirche Herz Jesu mit angeschlossener Eremitage bei Velburg, darunter die Spuren von Vorgängerbauten bzw. älterer Bauphasen.                                                               | D-3-6735-0103 |                |
| Velburg (Standort)  | Archäologische Befunde des Mittelalters und der frühen Neuzeit im Bereich der Kath. Filialkirche St. Nikolaus in Rammersberg, darunter die Spuren von Vorgängerbauten bzw. älterer Bauphasen.                                                                      | D-3-6735-0105 |                |
| Velburg (Standort)  | Archäologische Befunde des Mittelalters und der frühen Neuzeit im Bereich der Kapelle St. Lorenz in Unterweickenhof, darunter die Spuren von Vorgängerbauten bzw. älterer Bauphasen.                                                                               | D-3-6735-0108 |                |
| Velburg (Standort)  | Archäologische Befunde des Mittelalters und der frühen Neuzeit im Bereich der Kath. Pfarrkirche St. Willibald in Oberwiesenacker, darunter die Spuren von Vorgängerbauten bzw. älterer Bauphasen.                                                                  | D-3-6735-0110 |                |
| Velburg (Standort)  | Archäologische Befunde des Mittelalters und der frühen Neuzeit im Bereich der Kath. Filialkirche St. Ägidius in Harenzhofen, darunter die Spuren von Vorgängerbauten bzw. älterer Bauphasen.                                                                       | D-3-6735-0125 |                |
| Velburg (Standort)  | Archäologische Befunde des Mittelalters und der frühen Neuzeit im Bereich des Schlosses von Lengenfeld, darunter die Spuren von Vorgängerbauten bzw. älterer Bauphasen.                                                                                            | D-3-6735-0166 |                |
| Velburg (Standort)  | Vorgeschichtliche Siedlung. | D-3-6735-0169 |                |
| Velburg (Standort)  | Höhensiedlung der Urnenfelderzeit und der Frühlatènezeit, archäologische Befunde im Bereich der mittelalterlichen Burgruine Velburg. | D-3-6736-0005 | weitere Bilder |
| Velburg (Standort)  | Höhle Sternwirtskeller oder Schlossberghöhle (F 11) mit vorgeschichtlichen Sedimenten. | D-3-6736-0006 |                |
| Velburg (Standort)  | Höhle Schlossbergnische (F 13a) mit vorgeschichtlichen Sedimenten. | D-3-6736-0007 |                |
| Velburg (Standort)  | Höhle (F 88) mit vorgeschichtlichen Sedimenten. | D-3-6736-0008 |                |
| Velburg (Standort)  | Südliche Sperlasberghöhle (F 89) mit vorgeschichtlichen Sedimenten. | D-3-6736-0009 |                |
| Velburg (Standort)  | Historische Trichtergrube mit Randwall. | D-3-6736-0010 |                |
| Velburg (Standort)  | Höhle Walischkeller (F 35) mit vorgeschichtlichen Sedimenten. | D-3-6736-0011 |                |
| Velburg (Standort)  | Hallstattzeitliche Siedlung. | D-3-6736-0012 |                |
| Velburg (Standort)  | Bestattungsplatz der Bronze-, Hallstatt- und Frühlatènezeit mit Grabhügeln. | D-3-6736-0016 |                |
| Velburg (Standort)  | Historische Trichtergrube mit Randwall. | D-3-6736-0017 |                |
| Velburg (Standort)  | Historische Trichtergrube mit Randwall. | D-3-6736-0018 |                |
| Velburg (Standort)  | Höhle Räuberloch (F 14) mit vorgeschichtlichen Sedimenten. | D-3-6736-0023 |                |
| Velburg (Standort)  | Höhle Zigeunerloch (F 15) mit urnenfelderzeitlichen und hallstattzeitlichen Sedimenten. | D-3-6736-0024 |                |
| Velburg (Standort)  | Höhle Großes Hohlloch (F 16) mit linearbandkeramischen und urnenfelderzeitlichen Sedimenten im Innenraum und im Bereich des Vorplatzes sowie linearbandkeramischen Bestattungen.                                                                                   | D-3-6736-0025 |                |
| Velburg (Standort)  | Höhle Kleines Hohlloch (F 17) mit jungsteinzeitlichen, frühbronze-, späthallstatt- und frühlatènezeitlichen Sedimenten sowie menschlichen Skelettresten. | D-3-6736-0026 |                |
| Velburg (Standort)  | Höhle Hohllochberg-Nische (F 18) mit vorgeschichtlichen, z. T. frühbronzezeitlichen Sedimenten und menschlichen Skelettresten. | D-3-6736-0027 |                |
| Velburg (Standort)  | Abri Reinwaldfelsen (F 53) mit bronzezeitlichen Funden. | D-3-6736-0029 |                |
| Velburg (Standort)  | König-Otto-Höhle (F 8) mit steinzeitlichen und bronzezeitlichen Sedimenten. | D-3-6736-0031 |                |
| Velburg (Standort)  | Vorgeschichtlicher Bestattungsplatz mit Grabhügeln. | D-3-6736-0033 |                |
| Velburg (Standort)  | Archäologische Befunde des Mittelalters und der frühen Neuzeit im Bereich der Kath. Wallfahrtskirche St. Wolfgang in Sankt Wolfgang, darunter die Spuren von Vorgängerbauten bzw. älterer Bauphasen.                                                               | D-3-6736-0034 |                |
| Velburg (Standort)  | Vor- und frühgeschichtliche Siedlungsbefunde unterhalb der Höhlen im Hohllochberg. | D-3-6736-0035 |                |
| Velburg (Standort)  | Archäologische Befunde des Mittelalters und der frühen Neuzeit im historischen Stadtkern von Velburg. | D-3-6736-0036 | weitere Bilder |
| Velburg (Standort)  | Vorgeschichtlicher Bestattungsplatz mit mindestens einem Grabhügel. | D-3-6736-0037 |                |
| Velburg (Standort)  | Vorgeschichtlicher Bestattungsplatz mit Grabhügeln. | D-3-6736-0043 |                |
| Velburg (Standort)  | Vorgeschichtlicher Bestattungsplatz mit Grabhügeln. | D-3-6736-0044 |                |
| Velburg (Standort)  | Geißberghöhle (F3) mit urnenfelder-, hallstatt- und latènezeitlichen Sedimenten sowie menschlichen Skelettresten. | D-3-6736-0045 |                |
| Velburg (Standort)  | Westliche Lohberghöhle (F 47) mit bronze- und hallstattzeitlichen sowie frühmittelalterlichen Sedimenten. | D-3-6736-0046 |                |
| Velburg (Standort)  | Mittelalterlicher Burgstall. | D-3-6736-0047 |                |
| Velburg (Standort)  | Wallanlage vor- und frühgeschichtlicher Zeitstellung. | D-3-6736-0051 |                |
| Velburg (Standort)  | Kastnerhöhle (F1) mit bronze-, hallstatt- und latènezeitlichen Sedimenten sowie menschlichen Skelettresten. | D-3-6736-0052 |                |
| Velburg (Standort)  | Höhle Hohlloch (F 7) mit hallstattzeitlichen und mittelalterlichen Sedimenten. | D-3-6736-0053 |                |
| Velburg (Standort)  | Mittelalterlicher Burgstall. | D-3-6736-0054 |                |
| Velburg (Standort)  | Untertägige mittelalterliche und frühneuzeitliche Befunde in der Wüstung Raisch. | D-3-6736-0066 |                |
| Velburg (Standort)  | Untertägige mittelalterliche und frühneuzeitliche Befunde in der Wüstung Geroldsee. | D-3-6736-0068 |                |
| Velburg (Standort)  | Archäologische Befunde des Mittelalters und der frühen Neuzeit im Bereich der Kirchenruine St. Georg in der Wüstung Geroldsee. | D-3-6736-0069 |                |
| Velburg (Standort)  | Untertägige mittelalterliche und frühneuzeitliche Befunde in der Wüstung Schmidheim. | D-3-6736-0070 |                |
| Velburg (Standort)  | Archäologische Befunde der frühen Neuzeit im Bereich der Kirchenruine St. Bartholomäus in der Wüstung Schmidheim. | D-3-6736-0071 |                |
| Velburg (Standort)  | Untertägige mittelalterliche und frühneuzeitliche Befunde in der Wüstung Krumpenwinn. | D-3-6736-0072 |                |
| Velburg (Standort)  | Untertägige mittelalterliche und frühneuzeitliche Befunde in der Wüstung Stetten. | D-3-6736-0073 |                |
| Velburg (Standort)  | Untertägige mittelalterliche und frühneuzeitliche Befunde in der Wüstung Kircheneidenfeld. | D-3-6736-0074 |                |
| Velburg (Standort)  | Archäologische Befunde des Mittelalters und der frühen Neuzeit im Bereich der Kirchenruine St. Maria in der Wüstung Kircheneidenfeld. | D-3-6736-0075 |                |
| Velburg (Standort)  | Untertägige mittelalterliche und frühneuzeitliche Befunde in der Wüstung Pielenhofen. | D-3-6736-0076 |                |
| Velburg (Standort)  | Archäologische Befunde des Mittelalters und der frühen Neuzeit im Bereich der Kirchenruine St. Nikolaus in der Wüstung Pielenhofen. | D-3-6736-0077 |                |
| Velburg (Standort)  | Untertägige mittelalterliche und frühneuzeitliche Befunde in der Wüstung Griffenwang. | D-3-6736-0078 |                |
| Velburg (Standort)  | Archäologische Befunde des Mittelalters und der frühen Neuzeit im Bereich der Kirchenruine St. Katharina in der Wüstung Griffenwang. | D-3-6736-0079 |                |
| Velburg (Standort)  | Archäologische Befunde des Mittelalters und der frühen Neuzeit im Bereich der Kapellenruine St. Maria (Maria Schnee), ehemals Burgkapelle auf dem Schauerstein, darunter die Spuren von Vorgängerbauten bzw. älterer Bauphasen sowie eine frühneuzeitliche Klause. | D-3-6736-0080 |                |
| Velburg (Standort)  | Untertägige frühneuzeitliche Befunde in der Wüstung Oberkeitenthal. | D-3-6736-0081 |                |
| Velburg (Standort)  | Untertägige mittelalterliche und frühneuzeitliche Befunde in der Wüstung Unterkeitenthal. | D-3-6736-0082 |                |
| Velburg (Standort)  | Untertägige mittelalterliche und frühneuzeitliche Befunde in der Wüstung Kittensee. | D-3-6736-0083 |                |
| Velburg (Standort)  | Archäologische Befunde des Mittelalters und der frühen Neuzeit im Bereich der Kirchenruine St. Sebastian in der Wüstung Kittensee. | D-3-6736-0084 |                |
| Velburg (Standort)  | Untertägige mittelalterliche und frühneuzeitliche Befunde in der Wüstung Breitenwinn. | D-3-6736-0085 |                |
| Velburg (Standort)  | Untertägige mittelalterliche und frühneuzeitliche Befunde in der Wüstung Weidenhüll. | D-3-6736-0086 |                |
| Velburg (Standort)  | Archäologische Befunde der frühen Neuzeit im Bereich der Kirchenruine St. Ursula in der Wüstung Weidenhüll. | D-3-6736-0087 |                |
| Velburg (Standort)  | Untertägige mittelalterliche und frühneuzeitliche Befunde in der Wüstung Judeneidenfeld. | D-3-6736-0088 |                |
| Velburg (Standort)  | Untertägige frühneuzeitliche Befunde in der Wüstung Philippsberg. | D-3-6736-0089 |                |
| Velburg (Standort)  | Untertägige frühneuzeitliche Befunde in der Wüstung Karlsberg. | D-3-6736-0090 |                |
| Velburg (Standort)  | Untertägige frühneuzeitliche Befunde in der Wüstung Ziegelhof. | D-3-6736-0091 |                |
| Velburg (Standort)  | Archäologische Befunde im Bereich der frühneuzeitlichen Schlossruine in der Wüstung Lutzmannstein. | D-3-6736-0092 |                |
| Velburg (Standort)  | Archäologische Befunde des Mittelalters und der frühen Neuzeit im Bereich der Kirchenruine St. Maria und Lucia in der Wüstung Lutzmannstein. | D-3-6736-0093 |                |
| Velburg (Standort)  | Archäologische Befunde des Mittelalters und der frühen Neuzeit im Bereich der Kirchenruine St. Ottilia in der Wüstung Lutzmannstein. | D-3-6736-0094 |                |
| Velburg (Standort)  | Mittelalterlicher Burgstall. | D-3-6736-0104 |                |
| Velburg (Standort)  | Archäologische Befunde des Mittelalters und der frühen Neuzeit im Bereich der Kath. Filialkirche St. Johann Baptist in Altenveldorf, darunter die Spuren von Vorgängerbauten bzw. älterer Bauphasen.                                                               | D-3-6736-0107 |                |
| Velburg (Standort)  | Archäologische Befunde des Mittelalters und der frühen Neuzeit im Bereich der Kath. Pfarrkirche St. Johannes Baptist in Velburg, darunter die Spuren von Vorgängerbauten bzw. älterer Bauphasen.                                                                   | D-3-6736-0110 | weitere Bilder |
| Velburg (Standort)  | Archäologische Befunde des Mittelalters und der frühen Neuzeit im Bereich der Kath. Friedhofskirche St. Anna in Velburg, darunter die Spuren von Vorgängerbauten bzw. älterer Bauphasen.                                                                           | D-3-6736-0111 |                |
| Velburg (Standort)  | Archäologische Befunde des Mittelalters und der frühen Neuzeit im Bereich der Evang.- Luth. Kirche St. Leonhard in Velburg, darunter die Spuren von Vorgängerbauten bzw. älterer Bauphasen.                                                                        | D-3-6736-0112 |                |
| Velburg (Standort)  | Archäologische Befunde des Mittelalters und der frühen Neuzeit im Bereich der Kath. Filialkirche St. Maria und Margaretha in Ronsolden, darunter die Spuren von Vorgängerbauten bzw. älterer Bauphasen.                                                            | D-3-6736-0114 |                |
| Velburg (Standort)  | Archäologische Befunde des Mittelalters und der frühen Neuzeit im Bereich der Kath. Kirche St. Leonhard in Freudenricht, darunter die Spuren von Vorgängerbauten bzw. älteren Bauphasen.                                                                           | D-3-6736-0118 |                |
| Velburg (Standort)  | Archäologische Befunde im Bereich der mittelalterlichen Stadtbefestigung von Velburg. | D-3-6736-0120 |                |
| Velburg (Standort)  | Archäologische Befunde des Mittelalters und der frühen Neuzeit im Bereich der Kath. Filialkirche St. Kolomann in Sankt Colomann, darunter die Spuren von Vorgängerbauten bzw. älterer Bauphasen.                                                                   | D-3-6736-0122 |                |
| Velburg (Standort)  | Archäologische Befunde der frühen Neuzeit im Bereich der Kath. Filialkirche St. Johannes der Täufer in Kirchenwinn, darunter die Spuren von Vorgängerbauten bzw. älterer Bauphasen.                                                                                | D-3-6736-0125 |                |
| Velburg (Standort)  | Untertägige mittelalterliche und frühneuzeitliche Befunde in der Wüstung der Marktsiedlung Lutzmannstein. | D-3-6736-0132 |                |
| Velburg (Standort)  | Große Kittenseer Höhle (F 9a) mit steinzeitlichen Sedimenten. | D-3-6736-0139 |                |
| Velburg (Standort)  | Schöllenberghöhle (F 48) mit jungsteinzeitlichen Sedimenten. | D-3-6736-0140 |                |
| Velburg (Standort)  | Archäologische Befunde des Mittelalters und der frühen Neuzeit im Bereich der Kath. Filialkirche St. Stephan in Hollerstetten, darunter die Spuren von Vorgängerbauten bzw. älterer Bauphasen.                                                                     | D-3-6835-0104 |                |
| Parsberg (Standort) | Mesolithische Freilandstation, Siedlungen des Spätneolithikums und der vorgeschichtlichen Metallzeiten. | D-3-6836-0137 |                |
| Velburg (Standort)  | Vorgeschichtliche Siedlung. | D-3-6836-0141 |                |